# Антим Дебърски
Антим (на гръцки: Άνθιμος) е православен духовник, митрополит на Вселенската патриаршия.

## Биография
В началото на 1775 година Антим е ръкоположен за дебърски архиепископ. Около 1780 година Дебърската архиепископията е повишена в митрополия и той също е повишен в митрополит. На 1 юни 1794 година подава оставка „поради дълбоката старост, която е достигнал“, както пише самият той. Умира около 1795 година.